# Neobisium galeatum
Neobisium galeatum es una especie de arácnido del orden Pseudoscorpionida de la familia Neobisiidae.

## Distribución geográfica
Se encuentra en Austria y en Italia.